# مرغ حق والاس
مرغ حق والاس (نام علمی: Otus silvicola) نام یک گونه از سرده مرغ حق است.